# Kênh 9 (Israel)
Kênh 9 (tiếng Nga: 9 канал, tiếng Hebrew: ערוץ תשע; trước đây là Israel Plus (tiếng Nga: Израиль Плюс)) là kênh truyền hình tiếng Nga tại Israel. Phát sóng lần đầu vào ngày 12 tháng 11 năm 2002.